# Wishmaster (película)
Wishmaster (El amo de los deseos en Hispanoamérica) es una película estadounidense de 1997 de terror dirigida por Robert Kurtzman, la segunda que dirigió. La película fue producida ejecutivamente por Wes Craven creador de los personajes Freddy Krueger de A Nightmare on Elm Street y Ghostface, de la saga Scream.

## Sinopsis
Ochocientos años después de su última aparición, el yin escapa de su prisión, una estatua persa del siglo XII, y vuelve a la vida. El yin es la encarnación del mal en estado puro, una entidad de pesadilla que convierte en realidad cualquier deseo; a cambio, se adueña de las almas para siempre. Tras adoptar una forma humana, el yin busca a Alexandra (Tammy Lauren), la mujer que accidentalmente le despertó. Si le concede tres deseos, la maléfica raza de los yin se apoderará de la Tierra.

## Elenco
- Angus Scrimm como el narrador en off.
- Robert Englund como Raymond Beaumont.
- Tammy Lauren como Alexandra Amberson.
- Andrew Divoff como el yin y Nathaniel Demerest.
- Chris Lemmon como Nick Merritt.
- Ted Raimi como Ed Finney.
- Tony Todd como Johnny Valentine.
- Joseph Pilato como Mickey Torelli.
- Kane Hodder como el guardia de seguridad de Merritt.
- Reggie Bannister es un farmacéutico.

## Secuelas
| Películas                          | Recaudación  | Director        | Lanzamiento              |
| ---------------------------------- | ------------ | --------------- | ------------------------ |
| Wishmaster                         | $ 15 738 769 | Robert Kurtzman | 19 de septiembre de 1997 |
| Wishmaster 2: el Mal nunca muere   | $ 21 421     | Jack Sholder    | 12 de marzo de 1999      |
| Wishmaster 3: la piedra del diablo | $ 18 268     | Chris Angel     | 23 de octubre de 2001    |
| Wishmaster 4: la profecía          | $ 13 561     | Chris Angel     | 22 de octubre de 2002    |